# Danjang-myeon
Danjang-myeon (koreanska: 단장면) är en socken i kommunen Miryang i provinsen Södra Gyeongsang i den sydöstra delen av Sydkorea, 290 km sydost om huvudstaden Seoul.